# 453 Tea
453 Tea (mednarodno ime je tudi 453 Tea) je asteroid tipa S (po Tholenu in SMASS) v glavnem asteroidnem pasu. 

## Odkritje
Asteroid je odkril francoski astronom A. Charlois ( 1864 – 1910) 22. februarja 1900 v Nici. Izvor imena ni znan.

## Značilnosti
Asteroid Tea obkroži Sonce v 3,23 letih. Njegova tirnica ima izsrednost 0,109, nagnjena pa je za 5,557° proti ekliptiki. Njegov premer je 20,93  km, okoli svoje osi se zavrti v 6,4 urah .